# Балоко
Балоко (итал. Balocco) је насеље у Италији у округу Верчели, региону Пијемонт.
Према процени из 2011. у насељу је живело 97 становника. Насеље се налази на надморској висини од 167 м.

## Становништво
Према резултатима пописа становништва 2011. у општини је живело 239 становника.
| 1931. | 1936. | 1951. | 1961. | 1971. | 1981. | 1991. | 2001. | 2011. |
| ----- | ----- | ----- | ----- | ----- | ----- | ----- | ----- | ----- |
| 779   | 735   | 811   | 484   | 387   | 339   | 267   | 262   | 239   |